# Українська дитячо-юнацька футзальна ліга
Українська дитячо-юнацька футзальна ліга (УДЮФЛ) — всеукраїнська громадська спортивна організація, заснована в 2005 році. Президент УДЮФЛ - Андрій Лесик.

## Історія створення
До 1996 року організацією юнацьких змагань з футзалу займалася Федерація футболу України. 26 серпня 1996 права на проведення футзальних турнірів, включаючи дитячо-юнацькі змагання, передаються Асоціації міні-футболу України (АМФУ).
У 1997 році вперше проходить першість України серед юнаків 1981-1982 року народження. Організаторами турніру є АМФУ, а також керівники дитячо-юнацьких спортивних шкіл футзальних клубів «Ехо» (Харків), «Локомотив» (Одеса) та «Кий» (Київ). Першість проводиться в манежі Харківського авіаційного інституту, а переможцем стає команда ДЮСШ «Ехо».
У 1998 році в АМФУ створюється дитячо-юнацький комітет, який очолюють Леонід Матьков (один із засновників МФК «Уніспорт») і Борис Басов.
У 2000 році в рамках спартакіади проходить турнір юнацьких команд, в якому взяло участь 18 збірних команд різних міст і районів.
У 2001 році в Енергодарі проходить Всеукраїнський юнацький турнір з міні-футболу на Кубок ЗАЕС, переможцем якого стає команда Ігоря Черненко «Темп ЗАЕС». Також відзначили найкращого бомбардира - Дмитро Іванов - 11 м'ячів («КИЙ» (Київ)), найкращого гравця - Євген Щербина («Темп» (Енергодар)) та найкращого воротаря - Ярослав Власов («Темп» (Енергодар)).
14 серпня 2005 року в Харкові створюється українська дитячо-юнацька футзальна ліга. Президентом ліги стає В'ячеслав Деонега, віце-президент АМФУ. Метою створення ліги є проведення змагань з футзалу серед дітей та юнаків, створення збірних команд серед юнаків, а також підготовка тренерів.

## Діяльність
У 2006 році завершується перший сезон чемпіонату України серед дитячо-юнацьких команд. Чемпіонами та призерами стають:
| Рік народження | Чемпіон                                  | 2 місце                                       | 3 місце                                     |
| -------------- | ---------------------------------------- | --------------------------------------------- | ------------------------------------------- |
| 1989           | «Атлет-Соцтех» (Київ)                    | «Штурм» (Рівне)                               | «ДЮСШ» (Радісний Сад, Миколаївська область) |
| 1990           | «Ехо-Лаум» (Харків)                      | «Лілія» (Письменне, Дніпропетровська область) | «Штурм» (Рівне)                             |
| 1991           | «Іллічівець-Бриг» (Чорноморськ)          | «Імпульс» (Шостка)                            | ДЮСК «Спортовець» (Трускавець)              |
| 1992           | ФК «Суми» (Суми)                         | «Ураган» (Івано-Франківськ)                   | «Київ-Ріанта» (Бориспіль)                   |
| 1993-1994      | «Колос-Мінерал» (Суми)                   | «Атлет-Дорогожичі» (Київ)                     | «ЗАЕС» (Енергодар)                          |
| 1995-1996      | «ВАОК» (Володимирівка, Донецька область) | «Чорноморець» (Чорноморськ)                   | «Іллічівець-Бриг» (Чорноморськ)             |

Кубок України серед юнаків 1997 року народження виграє команда СК «Алушта».
28 грудня на Раді АМФУ відзначається успішна робота УДЮФЛ, її президента В'ячеслава Деонеги, а також регіональних асоціацій.
У 2007 році завершується другий сезон чемпіонату України серед дитячо-юнацьких команд. Чемпіонами та призерами стають:
| Рік народження | Чемпіон                                  | 2 місце                                     | 3 місце                                       |
| -------------- | ---------------------------------------- | ------------------------------------------- | --------------------------------------------- |
| 1990           | «ЛТК»(Луганськ)                          | «Ехо-Лаум» (Харків)                         | «Лілія» (Письменне, Дніпропетровська область) |
| 1991           | «Моноліт» (Амвросіївка)                  | «СК Енергія» (Львів)                        | «Штурм» (Рівне)                               |
| 1992           | «Ураган» (Івано-Франківськ)              | «ДЮСШ» (Берестин, Харківська область)       | «Штурм» (Рівне)                               |
| 1993           | ФК «Суми» (Суми)                         | «ДЮСШ» (Радісний Сад, Миколаївська область) | «СК Енергія» (Львів)                          |
| 1994           | «ВАОК» (Володимирівка, Донецька область) | «Ворскла-Білайн» (Борисівка)                | «Переможець» (Київ)                           |
| 1995           | «Локомотив» (Одеса)                      | «ВАОК» (Володимирівка, Донецька область)    | «ДЮСШ» (Радісний Сад, Миколаївська область)   |
| 1996           | «Локомотив» (Одеса)                      | «Іллічівець-Бриг» (Чорноморськ)             | «Олімп» (Шахтарськ, Донецька область)         |
| 1997           | «Олімп» (Шахтарськ, Донецька область)    | СК «Алушта» (Алушта)                        | -                                             |

У 2008 році пройшов третій сезон чемпіонату України серед дитячо-юнацьких команд. За результатами змагань серед 48 команд з 14 регіонів України в 9-ти вікових групах визначено рейтинг клубів: 1-ше місце - Харківське обласне вище училище фізичної культури та спорту - 23 очки, 2-ге місце - ФК «Темп-НАЕК» (Енергодар), 3-те місце - «ВАОК» (Володимирівка, Донецька область). В числі 20-ти команд тільки чотири юнацькі команди представляли клуби вищої ліги - «ЛТК» (Луганськ), «Ураган» (Івано-Франківськ), «Контингент» (Житомир) та «Енергія» (Львів).

15 серпня 2009 року в Харкові проходить конференція УДЮФЛ, на якій відбувається обрання Ради УДЮФЛ, а також підводяться підсумки роботи ліги за чотири роки з моменту її створення. Президентом ліги обирається інспектор АМФУ Василь Симонов. Визначаються найкращі обласні асоціації за підсумками участі у спортивних змаганнях під егідою УДЮФЛ: перше місце займає Донецька область, крім неї в п'ятірку найкращих входять Харківська, Одеська, Луганська і Сумська області.
14 вересня 2013 в Харкові відбулася чергова звітно-виборна конференція УДЮФЛ, на якій президентом ліги обраний Андрій Лесик, президент Благодійного фонду "ФК «Премьер»", депутат Харківської міської ради, а виконавчим директором - Олексій Фесенко.